# Arentsminde
Arentsminde is een plaats in de Deense regio Noord-Jutland, gemeente Jammerbugt. De plaats telt 476 inwoners (2008). Het dorp ligt aan de voormalige spoorlijn Fjerritslev - Frederikshavn. Het stationsgebouw is nog aanwezig. 